# Костел Божої Матері Неустанної Помочі та святої Марії Магдалини (Познань)

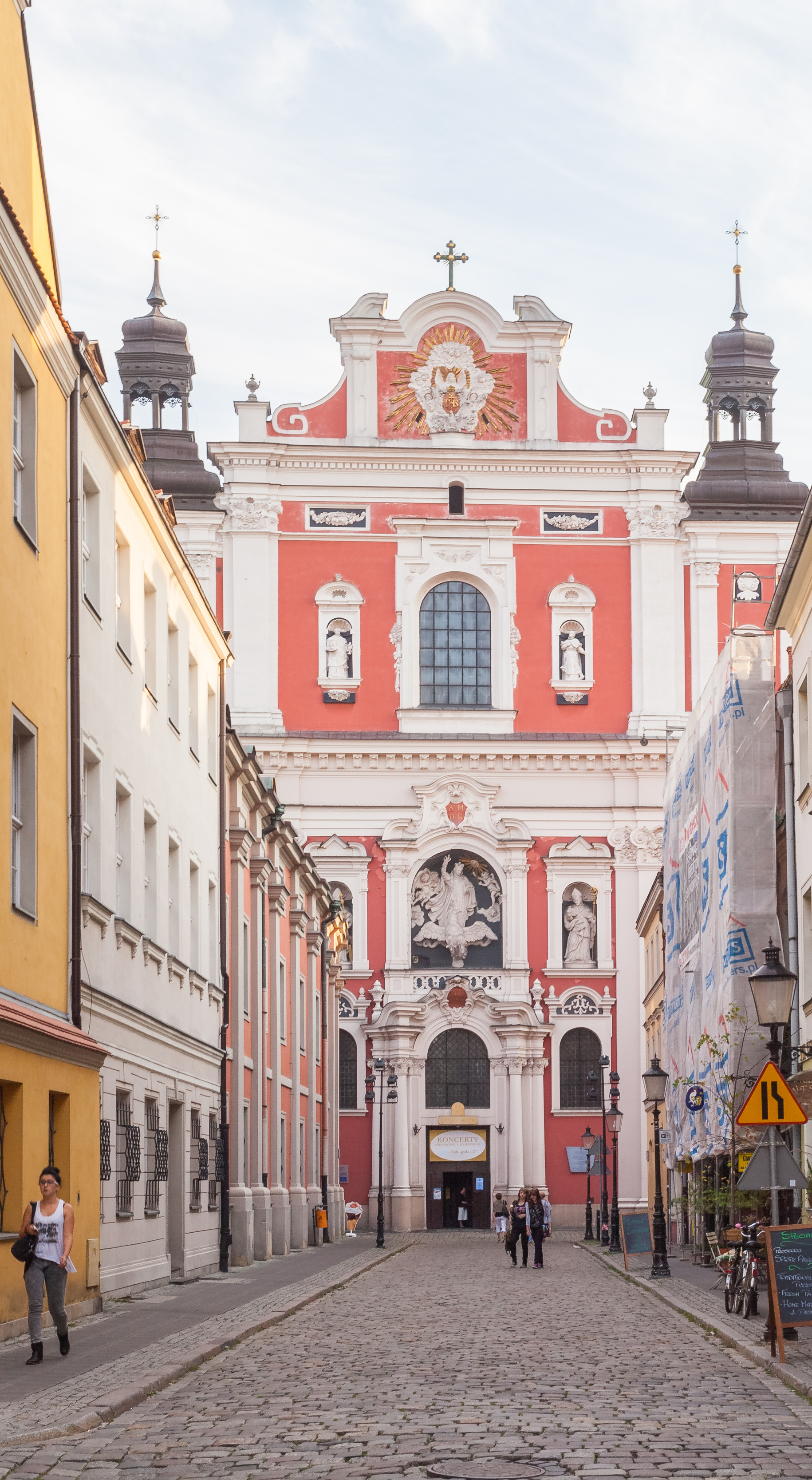
Фасад костелу

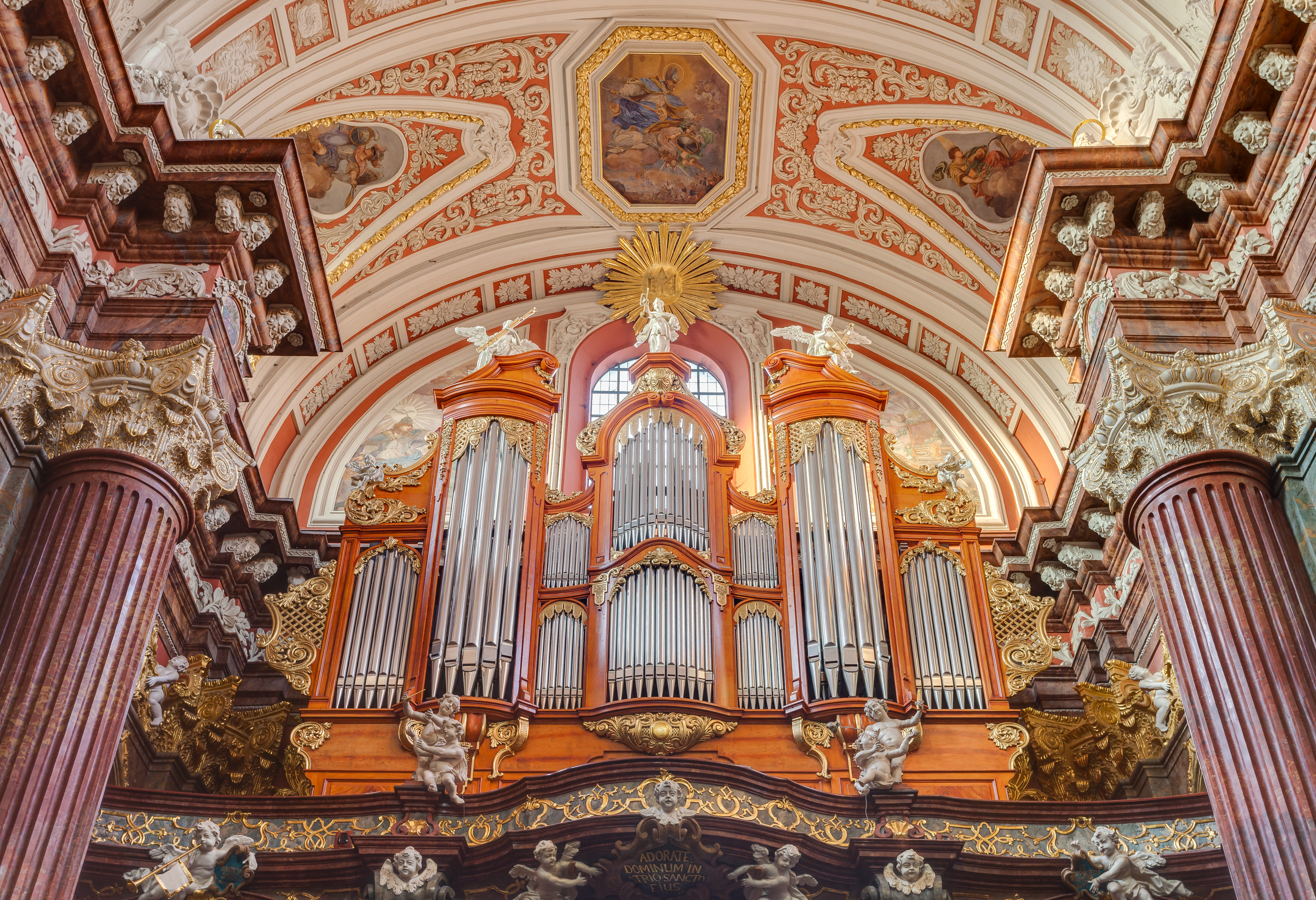
Органи

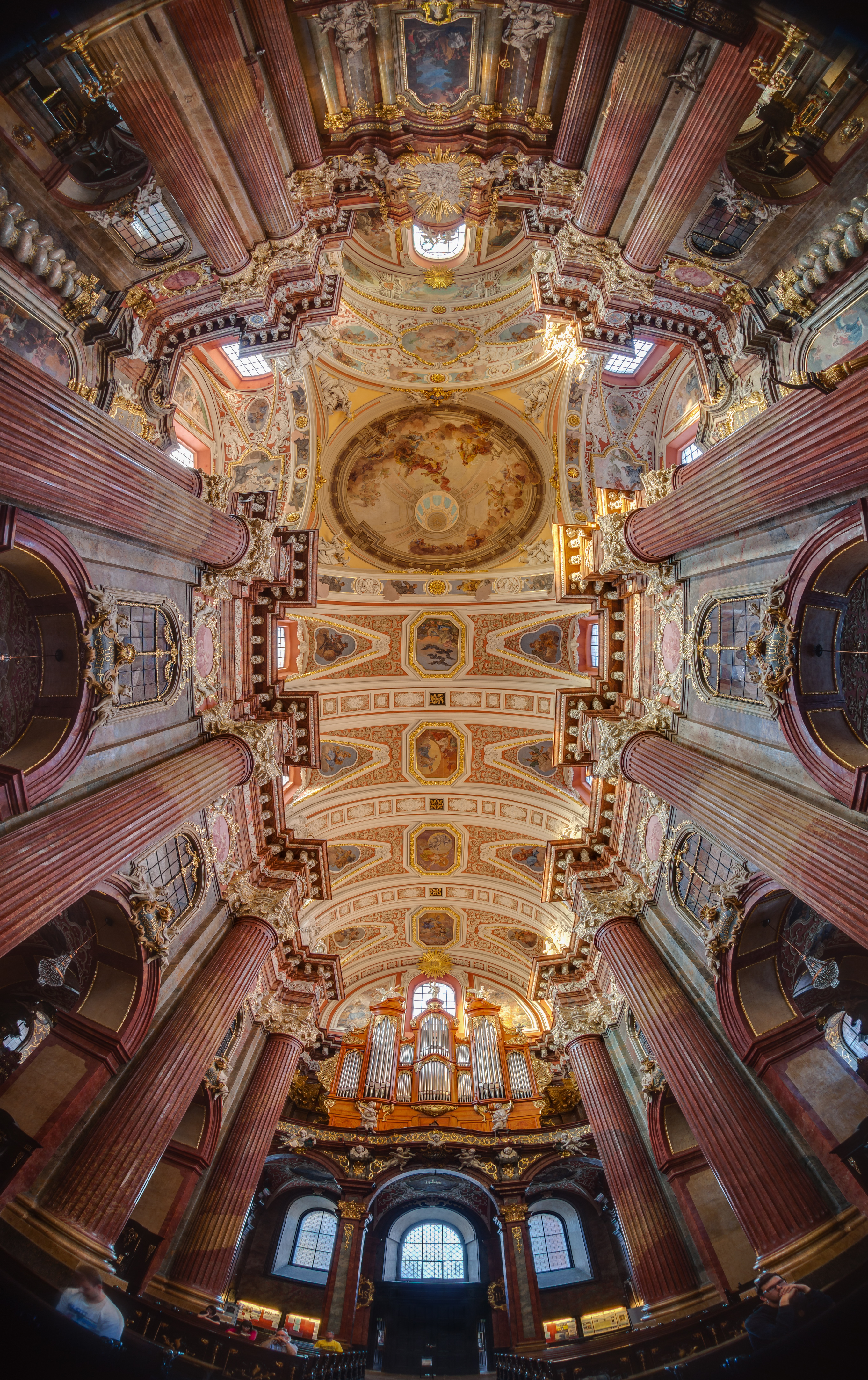
Склепіння церкви Божої Матері Неустанної Помочі та Святої Марії Магдалини.

Церква Божої Матері Неустанної Помочі та св. Марії Магдалини у Познані (пол. Kolegiata Matki Boskiej Nieustającej Pomocy i św. Marii Magdaleny w Poznaniu) — культова споруда, один з головних римо-католицьких храмів Познані. Має статус малої базиліки, фарного та колегіального храму під патронатом св. мученика Станіслава Щепановського.

## Опис
Будівництво храму розпочали 1651 року, проте через шведську окупацію воно тривало до початку XVIII століття. Ще недобудований храм 1705 року освятив єпископ Геронім Вежбовський. Головний вівтар і портал були збудовані за проєктом Помпео Феррарі в 1727—1732 роках. 1798 року після знищення костелу св. Магдалени храм отримав статус фарного костелу.
У другій половині XIX століття були пошкоджені окремі входи бічних нефів і в 1913—1915 роки були відремонтовані під керівництвом Маріана Анджеєвського, фрески відновив Ентоні Процайлович. У часи німецької окупації у 1939 році храм розграбували, а інтер'єр став складом. Він був відновлений в 1948—1950 роках. Реставраційні роботи проводили також з 1990 року.
У храмі встановлено орган роботи Фрідріха Ладегаста, введений в експлуатацію 26 липня 1876 року, ремонтувався після Першої та Другої світових війн, а також у 2000—2001 роках. Орган має 43 регістри, 3 мануали і педалі. Щосуботи о 12:15 у храмі відбуваються концерти органної музики.
Картинка.